# 2328 Робсон
2328 Робсон (2328 Robeson) — астероїд головного поясу, відкритий 19 квітня 1972 року.
Тіссеранів параметр щодо Юпітера — 3,529.
Названо на честь відомого американського співака Поля Робсона